# Jiří Balcárek (fotbalista)
Jiří Balcárek (* 29. dubna 1973 Zábřeh) je český fotbalový funkcionář, který od ledna 2024 zastává funkci sportovního ředitele 1. SK Prostějov, a bývalý profesionální fotbalista, který hrával na pozici záložníka. Balcárek odehrál v české nejvyšší soutěži 159 utkání a dokázal v nich vstřelit 20 gólů. Do ligy vstoupil v sezóně 1990/91 a zahrál si za Olomouc a Cheb.

## Hráčská kariéra
Celou svou prvoligovou kariéru odehrál v dresu Olomouce s výjimkou působení v SKP Union Cheb v roce 1992. Za Sigmu Olomouc odehrál celkem 9 prvoligových sezón. Od roku 1999 do roku 2004 hrál v berlínském Unionu.

## Trenérská kariéra
Po návratu do České republiky se stal trenérem nejprve Lipové (2005–2006) , v létě povýšil do druholigového týmu Olomouc B, kde byl jmenován asistentem trenéra.
Později vedl olomoucký B-tým v MSFL, odkud si jej v dubnu 2010 přivedli do Karviné. Rok a půl vedl HFK Olomouc, rok Zábřeh a dvě sezony Uničov. V květnu 2017 nahradil na lavičce Znojma Radima Kučeru.
Dne 18. června 2018 oznámily druholigové MFK Vítkovice uzavření smlouvy na 2 roky s opcí.
V listopadu 2019 převzal poslední tým prvoligové tabulky SFC Opava. Při svém debutu na lavičce slezského mužstva zdolali třetí Mladou Boleslav 1:0 a opustili poslední místo. 10. června 2020 byl odvolán, když mužstvo kolo před koncem základní části kleslo na poslední příčku. Opava skončila sezónu předposledním místě; v sezóně 2019/20 ale žádný celek z nejvyšší soutěže nesestoupil.
V září 2022 se po dvou letech od odvolání v Opavě vrátil k trénování a převzal Uničov, kde znovu nastartoval trenérskou kariéru remízou v MOL Cupu proti Sigmě Olomouc 2:2. Následně jeho třetiligoví svěřenci padli v prodloužení 2:4.
V lednu 2024 se Balcárek stal sportovním ředitelem druholigového Prostějova.